# Christoph Stückelberger
Christoph Stückelberger (* 21. Juni 1951 in der Wingen, Frankreich) ist ein Schweizer evangelisch-reformierter Pfarrer, Professor für Systematische Theologie und Ethik an der Universität Basel, Gründer der Organisation Globethics.net und Berater vieler Organisationen weltweit in ethischen Fragen.

## Leben
Stückelberger studierte evangelische Theologie in Basel, Nairobi und Zürich und wurde 1979 als protestantischer Pfarrer ordiniert. Er war danach bis 1985 sechs Jahre als theologischer Direktor einer Schweizerischen Jugendorganisation tätig. Von 1985 bis 1992 war er Chefredaktor des Kirchenboten, eines zweiwöchentlich erscheinenden evangelischen Magazins mit einer Auflage von 320’000 Exemplaren. In der gleichen Zeit war er Gründungspräsident der Schweizerischen Vereinigung Kirche und Umwelt (OeKU). Von 1992 bis 2004 war er Direktor der Schweizerischen Entwicklungsorganisation Brot für alle, und von 2004 bis 2008 war er Direktor des Instituts für Theologie und Ethik des Verbandes der Schweizer Evangelischen Kirchen.
Stückelberger doktorierte 1988, er habilitierte 1995 mit dem Thema Umwelt und Entwicklung. Eine sozialethische Orientierung, die 1997 publiziert wurde, und wurde 2001 Professor für Systematische Theologie und Ethik an der Theologischen Fakultät der Universität Basel. 2016 hielt er dort seine Abschiedsvorlesung zum Thema Integrität: Die Tugenden der Tugenden. Der christliche Beitrag zu einer globalen Tugend für Wirtschaft und Politik. Er lehrte zudem an verschiedenen Universitäten weltweit als Gastprofessor für Ethik, so der Fakultät für Management und Sozialwissenschaften der Godfrey Okoye Universität Gouni in Enugu, Nigeria; am Moskauer Ingenieur- und Physikinstitut MEPhI in Moskau, Russland; am Kingdom Business College KBC in Peking und an der Minzu University, Forschungszentrums für Religionen und Wirtschaft in Peking, Volksrepublik China. Er war Gründer und Präsident der Stiftung Globethics.net und Direktor der Geneva Agape Foundation.
Stückelberger hatte und hat mehrere Beratungsmandate in Europa, Asien und Afrika wahrgenommen, um Korruption zu bekämpfen und ethisches Verhalten und Integrität in Unternehmen, Universitäten und Kirchen zu lehren und zu fördern. So war er Mitglied des Beirats des Centre for Governance, Leadership and Global Responsibility der Leeds Business School an der Leeds Beckett University im englischen Leeds. Er war Vizepräsident des Prime Values Ethics Committee, einem Investmentfonds, der nach ethischen Kriterien investiert. Zudem war er Mitglied des Verwaltungsrates der Quadia Impact Investment in Genf. Als unabhängiger Ethik-Experte arbeitete er für Scaling Up Nutrition (SUN), einer weltweiten regierungsübergreifenden Organisation zur Überwindung von Fehlernährung. Er war Mitglied des Vorstandes des Instituts interdisciplinaire d’éthique et des droits de l’homme an der Universität Fribourg; des Beirats von Fokus Ethik. Forum Schweiz in Thun und des Rats für Wirtschafts- und Sozialpolitik Kontrapunkt, der von Professoren der Geisteswissenschaften in der Schweiz betrieben wird.
Stückelberger war 1995 Gründer und bis 2004 Präsident der STEP-Stiftung für Fair-Trade-Teppiche, 1996 Gründer und bis 2004 Präsident von Transparenz International Schweiz und 2002 bis 2004 Initiator und Koordinator des Schweizer Forums für Fair Trade Initiativen. Er war 1995 bis 2008 Mitglied der Kommission für internationale Zusammenarbeit der schweizerischen Regierung und mehrere Jahre Präsident der Unterkommission für die World Trade Organisation. Er war 1998 bis 2007 Mitglied der Eidgenössischen Ethikkommission für die Biotechnologie im Ausserhumanbereich EKAH der schweizerischen Regierung und Mitglied und Präsident des Vorstandes des Schweizerischen Importförderprogramms SIPPO zur Unterstützung der Einfuhren aus Entwicklungsländern. 1999 bis 2007 war er Präsident der internationalen Mikrofinanzinstitution ECLOF in 30 Entwicklungsländern.

## Privates
Stückelberger ist seit 1975 verheiratet mit der Psychotherapeutin, Kinesiologin und Familientherapeutin Susanne Aeschbach. Sie haben vier erwachsene Söhne und wohnen in Zürich.

## Lehre
Stückelberger ist der Auffassung, dass es globale Werte für ein Leben in Gerechtigkeit, Frieden und Nachhaltigkeit gebe. Dazu gehören für ihn Verantwortung, Freiheit und Integrität. Sie fördern ein werteorientiertes Verhalten im lokalen Kontext und auch weltweit, damit ein Leben in Würde für alle Menschen und die ganze Schöpfung möglich wird. Inspiration bedeutet für ihn, offen zu sein für Gottes inspirierende und kreative Energie zur Verbesserung des Lebens. Echte Innovation will effiziente Lösungen finden und dabei Leiden vermindern. Integration versucht die Armut-Reichtum-Diskrepanz zu verringern und alle in die Gesellschaft einzubinden.

## Ehrungen
Am 11. Dezember 2015 wurde er von der Université protestante au Congo (UPC) für seinen Einsatz für ethische Standards in Bildung, Politik und Wirtschaft mit dem Ehrendoktortitel geehrt. In seiner Dankesrede sprach er über Integrität - eine aktuelle und globale Tugend.

## Publikationen
- Global Ethics Applied, Globethics, Genf 2016
- Mit Hella Hoppe: Globalance. Christliche Perspektiven für eine menschengerechte Globalisierung. SEK-Position 5, Bern 2005.
- Mit Jesse Mugambi (Hrsg.): Responsible Leadership. Global Perspectives. Globethics.net Series Vol 1, Acton Publishers, Nairobi 2005.
- Kraft aus dem Süden. Wegzehrung für vierzig Wüstentage. 40 Kurztexte mit 40 Fotos, Theologischer Verlag TVZ, Zürich 2004.
- Ethischer Welthandel. Eine Übersicht, Haupt Verlag, Bern, Stuttgart, Wien 2001.
  - Commerce mondial éthique. Préface de Rubens Ricupero, UNCTAD, WCC Publications, Genève 2005.
  - Global Trade Ethics. An Overview. Preface of Rubens Ricupero, UNCTAD, WCC Publications, Geneva 2002.
- Umwelt und Entwicklung. Eine sozialethische Orientierung, Kohlhammer, Stuttgart 1997 (Habilitation).
  - Indonesische Ausgabe: Lingkungan dan Pembangunan. Suatu Orientasi Etika-Sosial, Duta Wacana University Press, Yogjakarta 1998.
- Vermittlung und Parteinahme. Der Versöhnungsauftrag der Kirchen in gesellschaftlichen Konflikten, Theologischer Verlag Zürich TVZ, Zürich 1988 (Dissertation).
- Als Mitautor: Menschenrechte. Der Auftrag der Christen für ihre Verwirklichung, hrsg. von der Menschenrechtskommission des Schweiz. Evang. Kirchenbundes und der Nationalkommission Justitia et Pax, Haupt Verlag, Bern, Stuttgart, Wien 1986.
  - Französische Ausgabe: Les droits de l’homme. Leur réalisation, une mission des chrétiens, Editions universitaire, Fribourg 1989.
- Als Mitautor und Projektleiter: Heute noch einen Apfelbaum pflanzen. Ökumenisches Liederbuch zur Schöpfung, hrsg. von der Ökumenischen Arbeitsgemeinschaft Kirche und Umwelt der Schweiz, Theologischer Verlag TVZ Zürich und Rex, Luzern 1989.
- Mit Viktor Hofstetter (Hrsg.): Die Jugendunruhen. Herausforderung an die Kirchen. Information – Interpretation – Dokumentation, Friedrich Reinhard Verlag, Basel 1981.
- Aufbruch zu einem menschengerechten Wachstum. Sozialethische Ansätze für einen neuen Lebensstil, Theologischer Verlag TVZ, Zürich 1979.